# Bhagavat
Bhagavat è un termine sanscrito (devanāgarī: भगवत्) che in qualità di sostantivo intende "divino", "glorioso", "adorabile", epiteto di Visnù, di Kṛṣṇa, di Śiva, ma anche di un buddha o di uno jina. Nella sua forma di termine al nominativo di prima persona anche Bhagavān, più diffuso, ma riferito principalmente agli ambiti buddhisti, viṣṇuiti e kṛṣṇaiti. 

## Descrizione
Nelle scritture pali e sanscrite del buddihsmo, il termine è usato per denotare Gautama Buddha, riferendosi a lui come Bhagavā o Bhagavān (tradotto con la frase "Signore" o "Il Beato"). Il termine Bhagavan si trova anche in altri testi buddisti Theravada, Mahayana e Tantra.
Inteso come aggettivo, il sanscrito bhagavat intende indicare ciò che è "beato", "felice", "fortunato".
Il correlato bhāgavata in qualità di sostantivo indica l'adoratore del Bhagavat, mentre in qualità di aggettivo indica ciò che è relativo al Bhagavat, quindi a Viṣṇu, Kṛṣṇa, Śiva, etc..
Bhagavat, bhāgavata, Bhagavān, ma anche bhakti e bhāga (sostantivo maschile: "parte", "porzione"), sono tutti termini derivati dalla radice sanscrita bhaj col significato di "distribuire", "avere parte", ma anche "partecipare".
In tale ambito, nel Ṛgveda, bhāga indica quella "parte" di una "spartizione", mentre Bhaga è il nome di uno dei sei Āditya, precisamente di quello legato alla funzione del sovrano quando distribuisce la preda di guerra o i prodotti collettivi tra i membri adulti delle tribù arie. Quindi il sovrano umano è bhaga nelle sue funzioni di dispensatore di beni, perciò ricco ma munifico.
Il termine bhagavān appare per la prima volta nel Ṛgveda ed è chiaramente indicato nella Śvetāśvatara Upaniṣad:
(Śvetāśvatara Upaniṣad, 5,4; traduzione di Pio Filippani Ronconi. In Upaniṣad antiche e medie, Torino, Boringhieri, 2007, p. 330)
Da qui i bhāgavata, i devoti beneficiati dal Bhagavān/Bhagavat, quindi quel culto teistico alle origini del viṣṇuismo e kṛṣṇaismo moderni, attestato epigraficamente già a partire dal II secolo a.C.
Bhāskara, il mistico e filosofo hindu dell'VIII/IX sec., autore del Bhāskara-bhāṣya commentario del Brahmasūtra,  intenderà il Bhagavān come colui che detiene il bhaga ovvero che manifesta sei qualità: regalità, giustizia, gloria, prosperità, distacco e liberazione.